# Mehltheuerberg
Mehltheuerberg (hornolužickosrbsky Lubjenc) je 384 m na území hornolužické obce Kubschütz (místní část Pielitz) v zemském okrese Budyšín v Sasku. Je nejseverněji položeným kopcem Šluknovské pahorkatiny.

## Přírodní poměry
Vrch leží na severním okraji německého dílu Šluknovské pahorkatiny (Lausitzer Bergland) a v její mesogeochoře Severní hornolužická vrchovina (Nördliches Oberlausitzer Bergland). Ze severu navazuje Hornolužická planina. Na jihozápadním úpatí Mehltheuerbergu se nachází stejnojmenná vesnice Mehltheuer náležející k obci Großpostwitz, vrchol a většina vrchu se však nachází na území obce Kubschütz. Geologické podloží tvoří ve vrcholové části lužický granodiorit a podloží svahů pak dvojslídý granodiorit. Převažujícím půdním typem je podzolová kambizem, kterou doplňuje ostrůvkovitě rozšířený regosol a glej až koluvizem. Celý vrch náleží k povodí Sprévy a k úmoří Severního moře. Vrcholová část je porostlá převážně listnatým lesem, který na severním s západním svahu přechází v les smíšený až jehličnatý. Vrch leží v chráněné krajinné oblasti Oberlausitzer Bergland.

## Historie
Vrch byl od středověku zemědělsky využíván. Velké části původně hustých lesů byly vymýceny, aby vznikla orná půda. Původní listnatý les, který nebyl přeměněn na hospodářský jehličnatý les, se zachoval od nadmořské výšky 300 m, na jižním až východním svahu až od nadmořské výšky 370 m. V sedle mezi Mehltheuerbergem a sousedním vrchem Schmoritz procházela Cunewaldská obchodní stezka spojující Cunewalde s Budyšínem. Alternativní označení vrchu Ferdinandshöhe (Ferdinandova výšina) pochází od bývalého majitele panství Pielitz. Na vrcholu je pamětní kámen porostlý břečťanem.

## Galerie

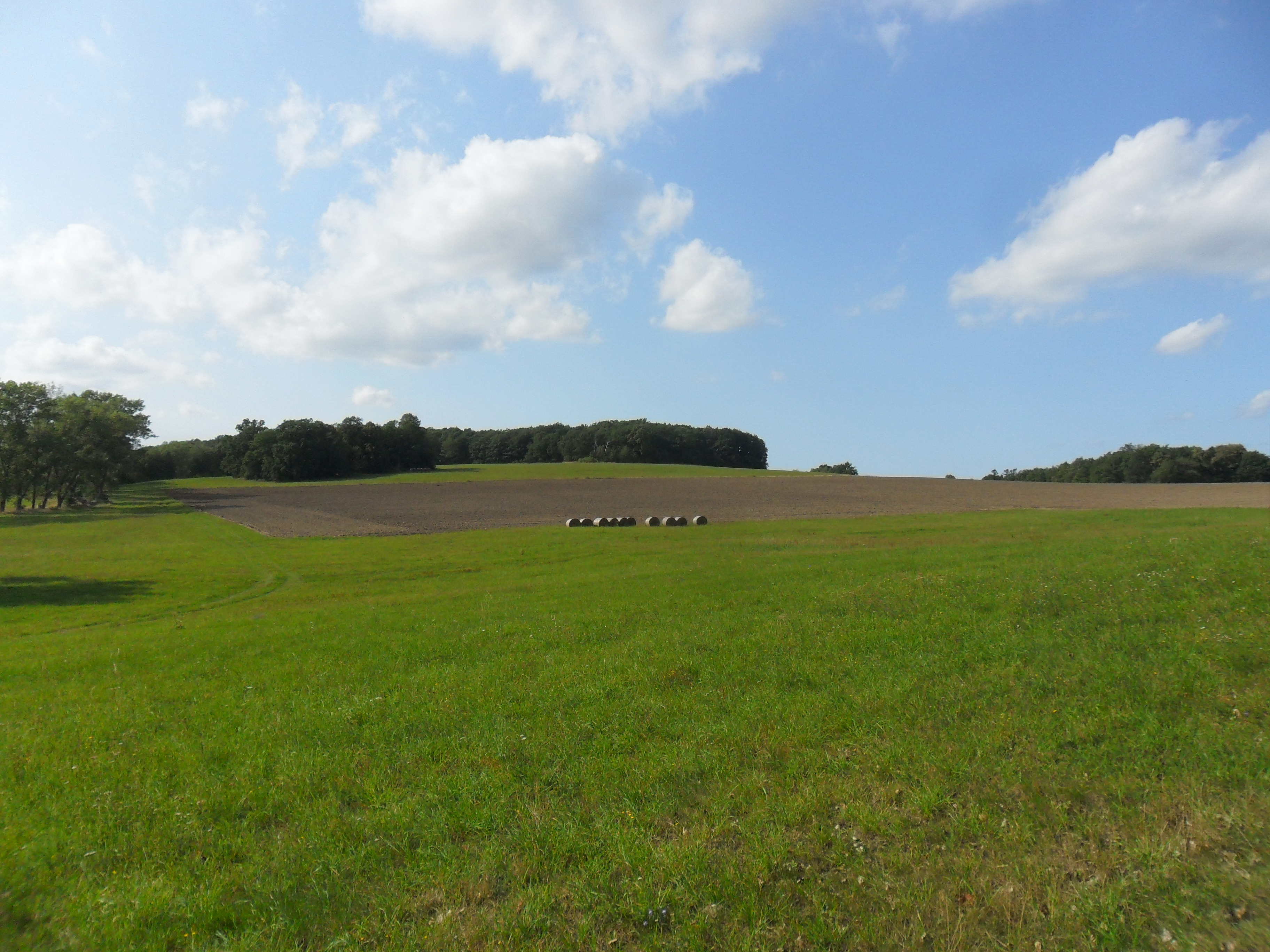
Východní svah
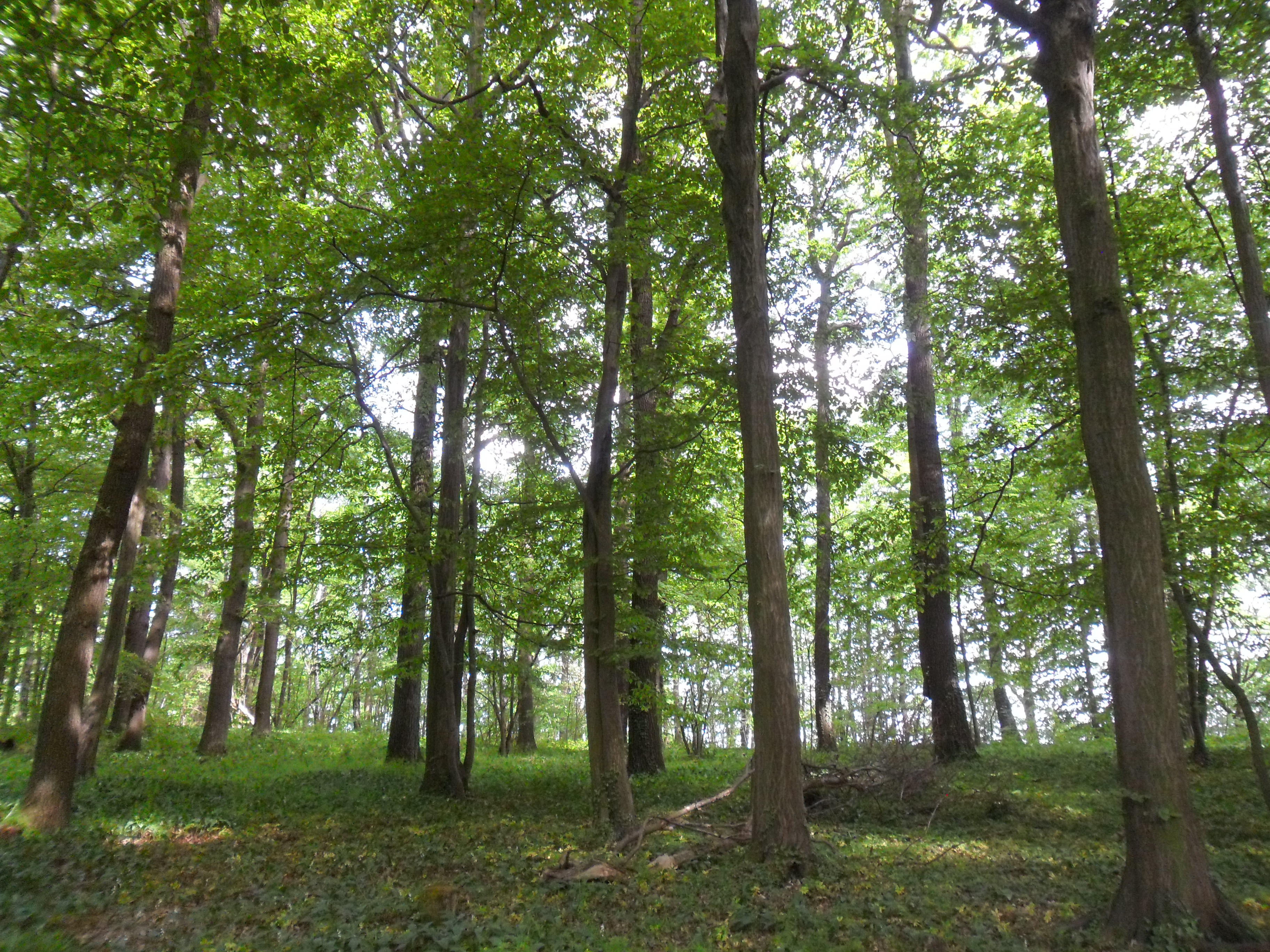
Dubovo-habrový porost ve vrcholové části
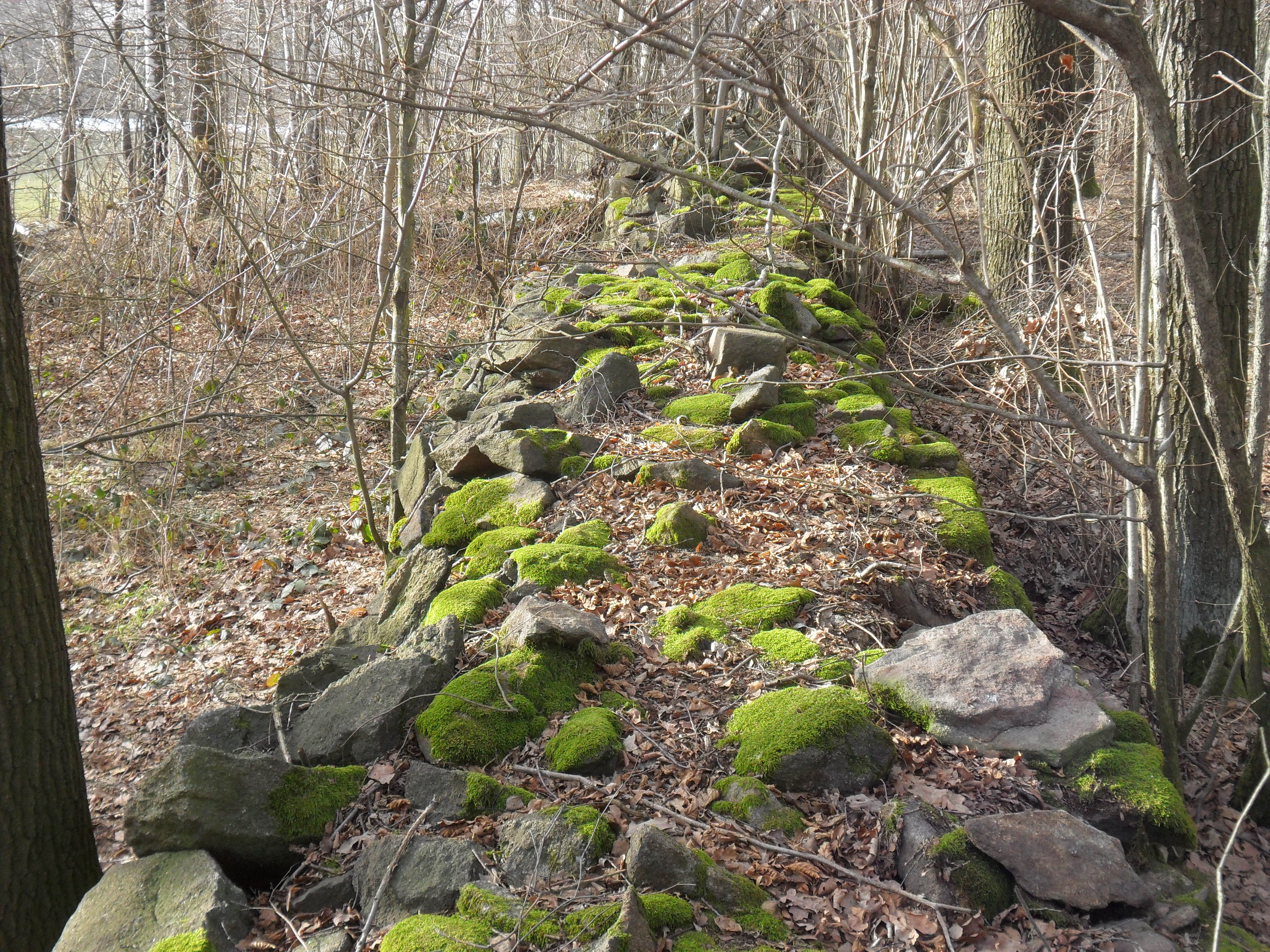
Kamenná zeď ze 17. století